# Ekorre
Ekorre (Sciurus vulgaris), även känd som röd ekorre eller europeisk ekorre, är en trädlevande gnagare med yvig svans som förekommer i Palearktis.

## Etymologi
Ordet ekorre har en svårtydd etymologi och det är inte entydigt att namnet har samband med ek, förleden kan komma av ett äldre ord för "rörlig" eller vara ljudhärmande. Dialektala namn på ekorren är bland annat granoxe, gråskinn, kurre, furufnatt och fnatt. Det svenska ordet för ekorre har sitt ursprung i det fornnordiska ordet ikorne eller ikorn.
Under antiken antogs att ekorren har sin långa svans för att ge sig själv skugga. Därför kallades djuret på grekiska för σκιοῦρος skiuros (’skuggsvans’), som även återfinns i släktets vetenskapliga namn.

## Utseende, läte och fältkännetecken

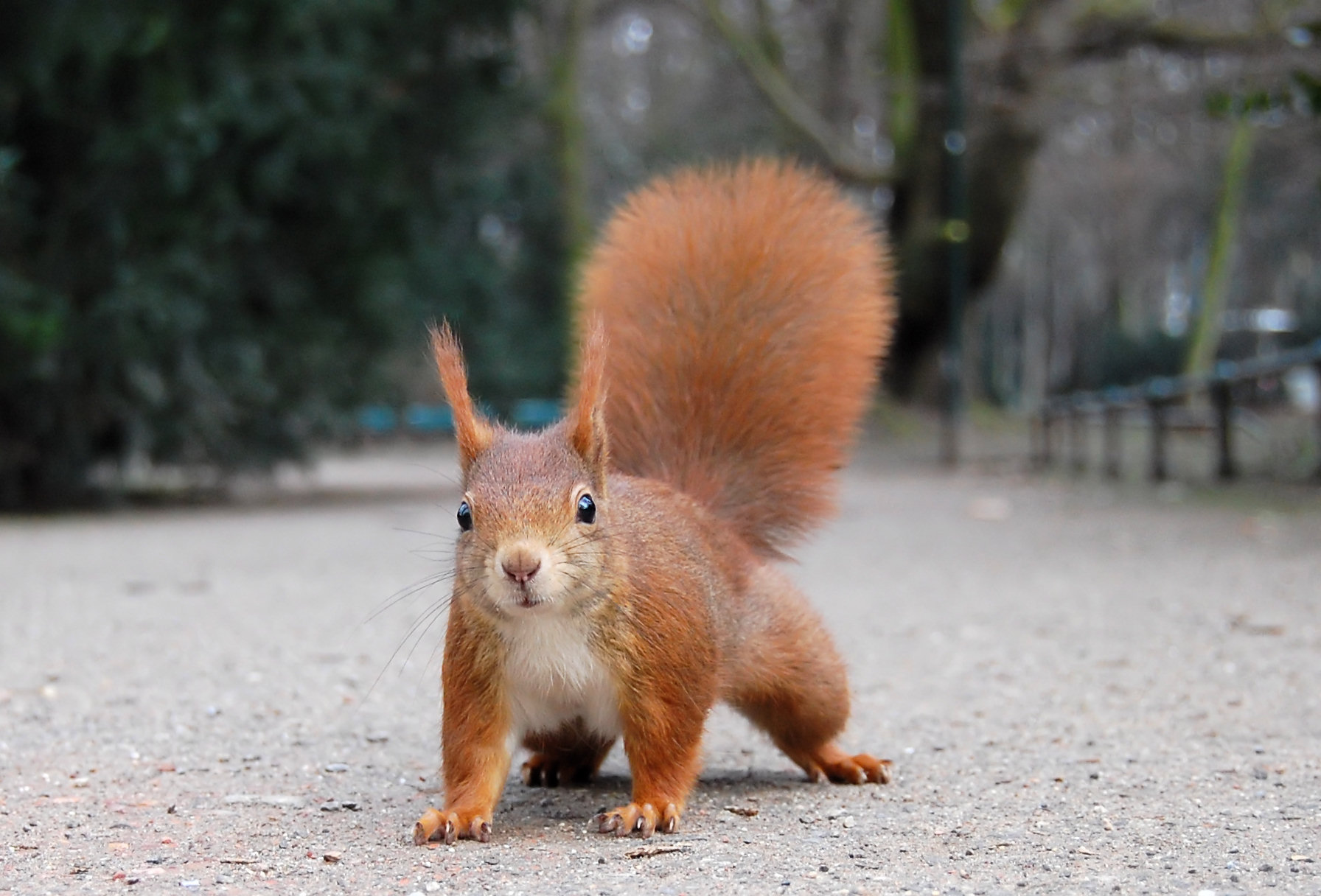
Ekorre med vinterpäls i Düsseldorf.

Ekorren är rödbrun  på ovansidan men blir vintertid gråare (i vissa nordliga områden helt grå, varvid pälsen kallas gråverk). Undersidan är gräddvit. Variationer i pälsfärg gör att vissa stammar är mörkare eller gråare. Pälsen skiftas två gånger årligen. Vinterpälsen är tjockare och längre, och har också markanta örontofsar vilket andra ekorrarter saknar. Ekorren skiftar till vinterpäls mellan augusti och november. Pälsen hos unga är svartbrun eller rödbrun. Kroppslängden uppgår till 24–30 centimeter förutom svansen som är 17–20 centimeter. Vikten är mellan 200 och 450 gram. Hanen och honan är lika stora.
Ekorren har en karakteristisk svans, vars syfte tros vara att hjälpa till att hålla balansen när den hoppar mellan grenar och att hålla ekorren varm när den sover. Frambenen är kortare än bakbenen och har rudimentär tumme. Den har långa, vassa, krökta klor som hjälper den att klättra i träd. Ögonen är stora och utstående.
Lätet är smattrande eller tjattrande, men även andra ljud förekommer. Varningsropet är ett metalliskt "tjiuck".
På marken rör den sig uteslutande genom språng. Spåren som den efterlämnar har de större bakfötterna först och de mindre framfötterna bakom, båda sida vid sida. Avtrycken består av fem spretande tår i bakfotsspåret och fyra i framfotsspåret.

## Utbredning och systematik
Ekorren förekommer i hela Europa och norra Asien, nordgränsen för utbredningsområdet går vid tundran, och sydgräns går från Medelhavet över Kaukasus, södra Uralbergen, centrala Mongoliet till nordöstra Kina.

### Underarter
Över 40 underarter av ekorren har beskrivits. En studie 1971 reducerade dessa till 16 underarter och utgör grunden för senare taxonomiska studier kring arten. 

I alfabetisk ordning
- S. v. altaicus Serebrennikov, 1928
- S. v. anadyrensis Ognev, 1929
- S. v. argenteus Kerr, 1792
- S. v. balcanicus Heinrich, 1936
- S. v. bashkiricus Ognev, 1935
- S. v. fuscoater Altum, 1876
- S. v. fusconigricans Dvigubsky, 1804
- S. v. infuscatus Cabrera, 1905
- S. v. italicus Bonaparte, 1838
- S. v. jacutensis Ognev, 1929
- S. v. jenissejensis Ognev, 1935
- S. v. leucourus Kerr, 1792
- S. v. mantchuricus Thomas, 1909
- S. v. meridionalis Lucifero, 1907 - enligt en studie från 2017 godkänd som art[11]
- S. v. rupestris Thomas, 1907
- S. v. vulgaris Linnaeus, 1758

### Ekorre i Sverige

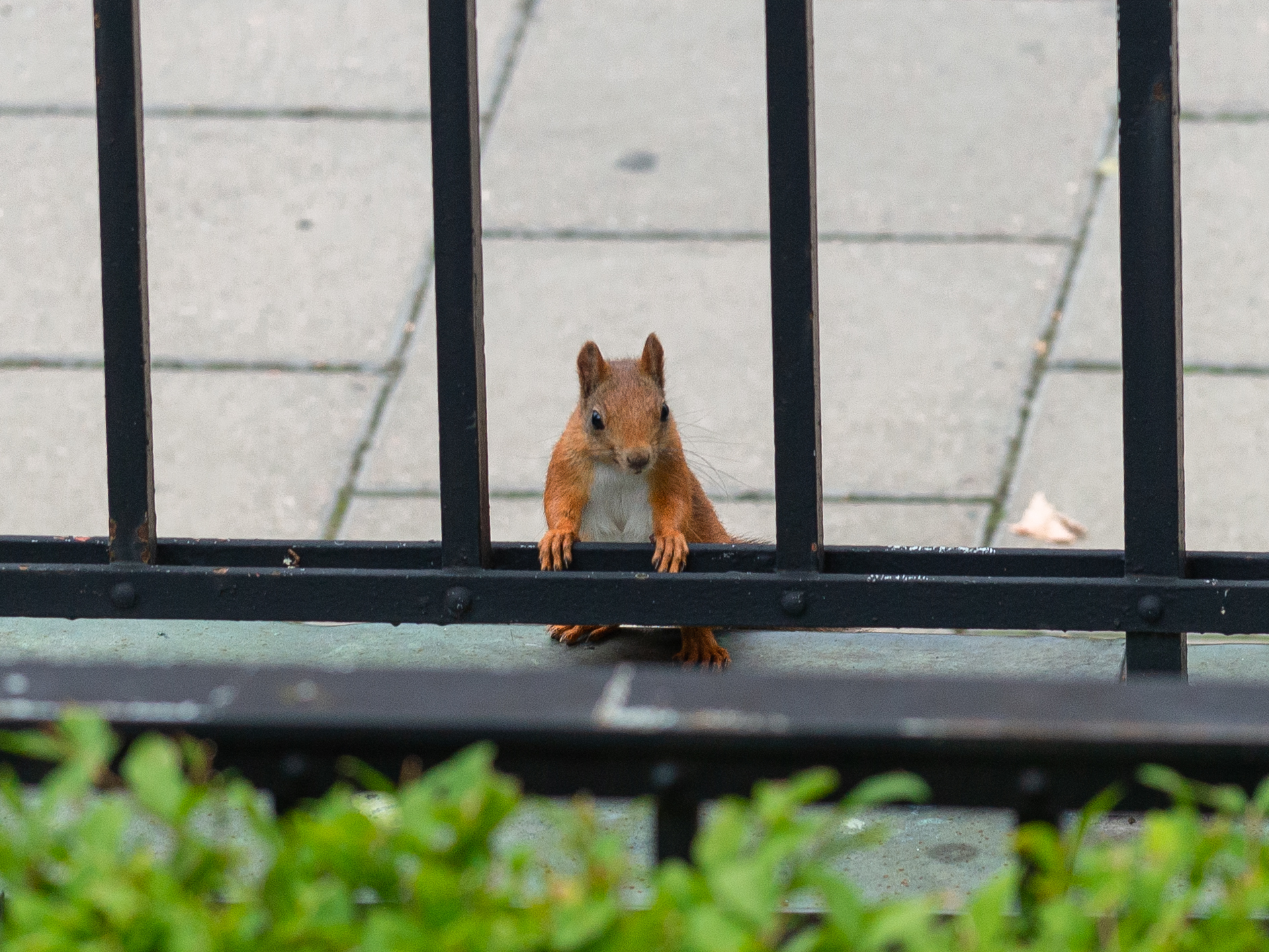
Ekorre i Stockholms city 2021.

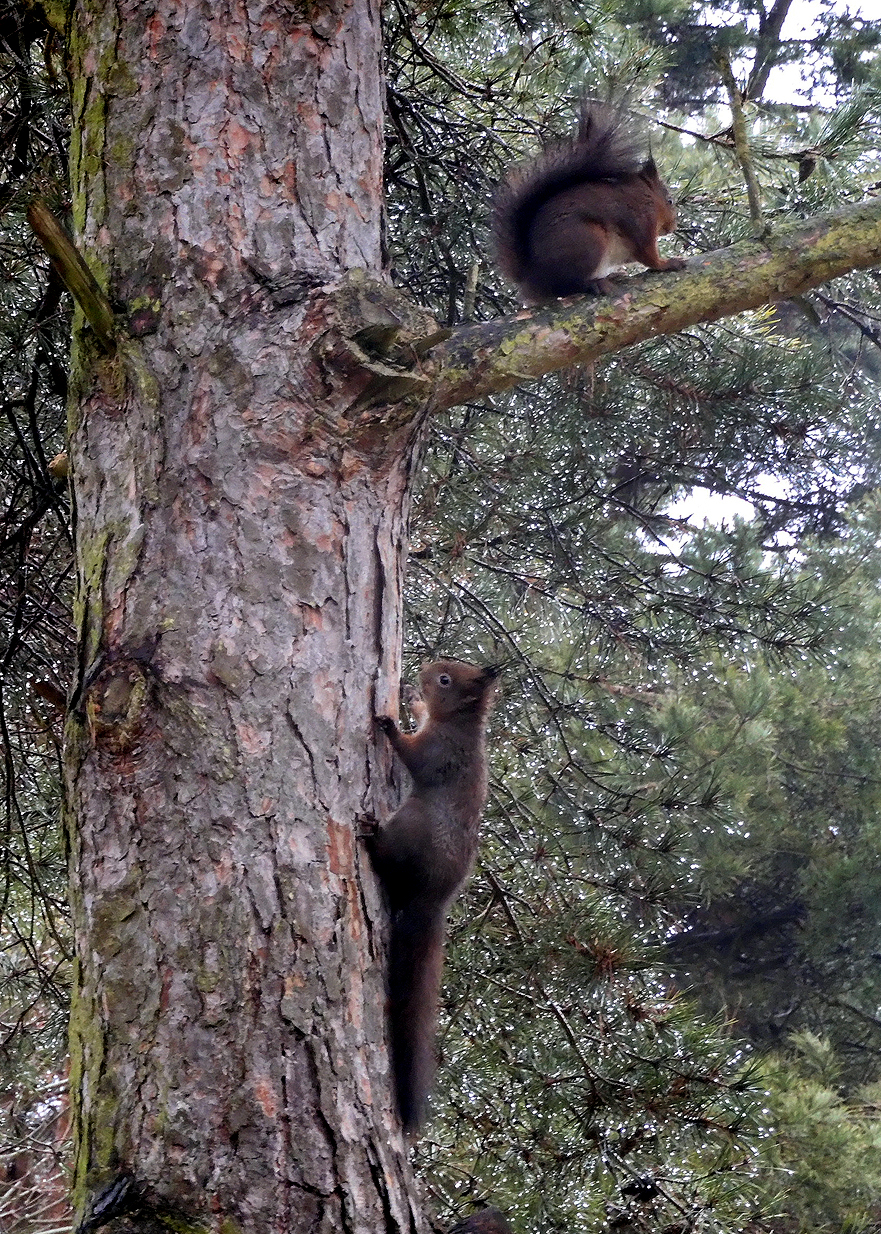
Två Ekorrar i mörk vinterdräkt i Ystad 2025.

I Sverige är ekorren vanlig i skogsområden i hela landet, med undantag endast för fjällbjörkskogen, där den förekommer sällsynt. De är dock synliga i de mest urbana miljöer, däribland Stockholms innerstad.

## Ekologi

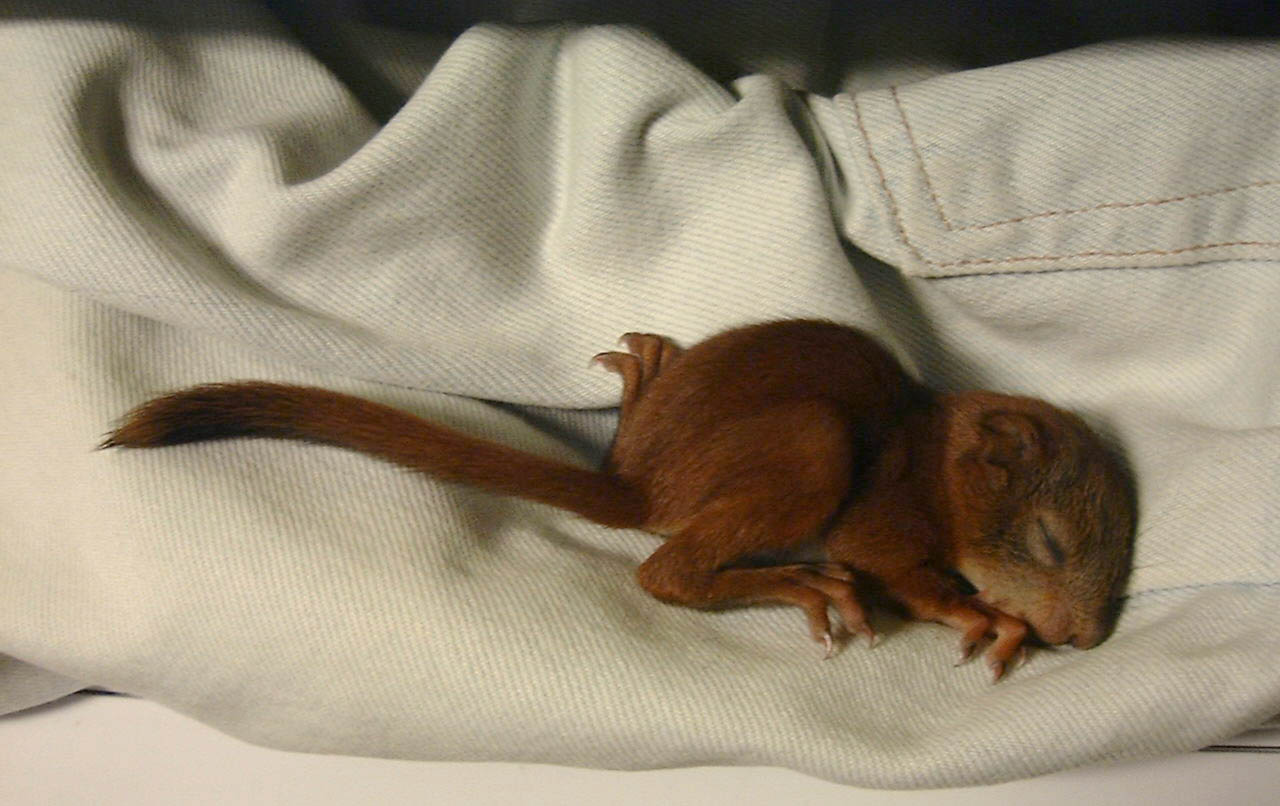
Två veckor gammal ekorre

Ekorren lever främst i barrskog men finns även i lövskog. Den trivs i städernas parker och trädgårdar. Ekorren är vanligen aktiv på morgonen och sent på kvällen. Mitt på dagen vilar den ofta i sitt bo för att undvika värme och fåglar. På vintern är dagsvilan kortare. Vid dåligt väder kan ekorren stanna i boet i flera dagar i sträck.
Ekorrar lever ensamma och delar helst inte mat med andra. Utanför parningssäsongen och på vintern kan flera ekorrar dela bo för att hålla värmen. Ekorren är ganska oskygg för människor, och därför är det ett av de skogsdjur vi ser oftast. 
De skogslevande individerna rör sig över områden, som för honor vanligen sträcker sig cirka 20 hektar, och cirka 100 hektar för hanar. I blandad skogs- och jordbrukslandskap rör sig honorna cirka 4 hektar och hanarna cirka 10 hektar. En förklaring till skillnaden mellan könen kan vara att honorna begränsar sig till vad som behövs för att föda upp ungarna medan hanarna är intresserade av att para sig med så många honor som möjligt.
Naturliga hot är större rovfåglar som ugglor, duvhök, katt och mård. Hermelin tar ungar. Ekorrar som överraskas på marken kan ibland falla offer för hundar, tamkatter eller räv.

### Parning
Ekorrar bygger ett bo av ris eller kvistar, eller övertar andras, vilket då ofta är större övergivna fågelbon. Nästan vad som helst i ett träd duger men den föredrar håligheter, exempelvis gamla hackspettbon, men även holkar.
Dräktighetstiden är 32–40 dygn. Ekorren är polygam och har individuellt varierande parningsrytm, varför nyfödda ungar kan påträffas hela våren och sommaren. Ungarna är 1–7 i varje kull, honan får 2 eller 3 kullar per år, den första i februari eller mars. De blinda ungarna öppnar ögonen efter omkring 14 dagar och lämnar boet efter 5–6 veckor men blir kvar i födelseområdet till hösten. Ungarna diar i 10 veckor och börjar äta fast föda vid 7 veckors ålder. Vid 12 månaders ålder är ekorren könsmogen. Livslängden i det vilda är normalt ca 3 år, men vissa individer blir ända upp till 6–7 år gamla, och i fångenskap ännu äldre.

### Föda

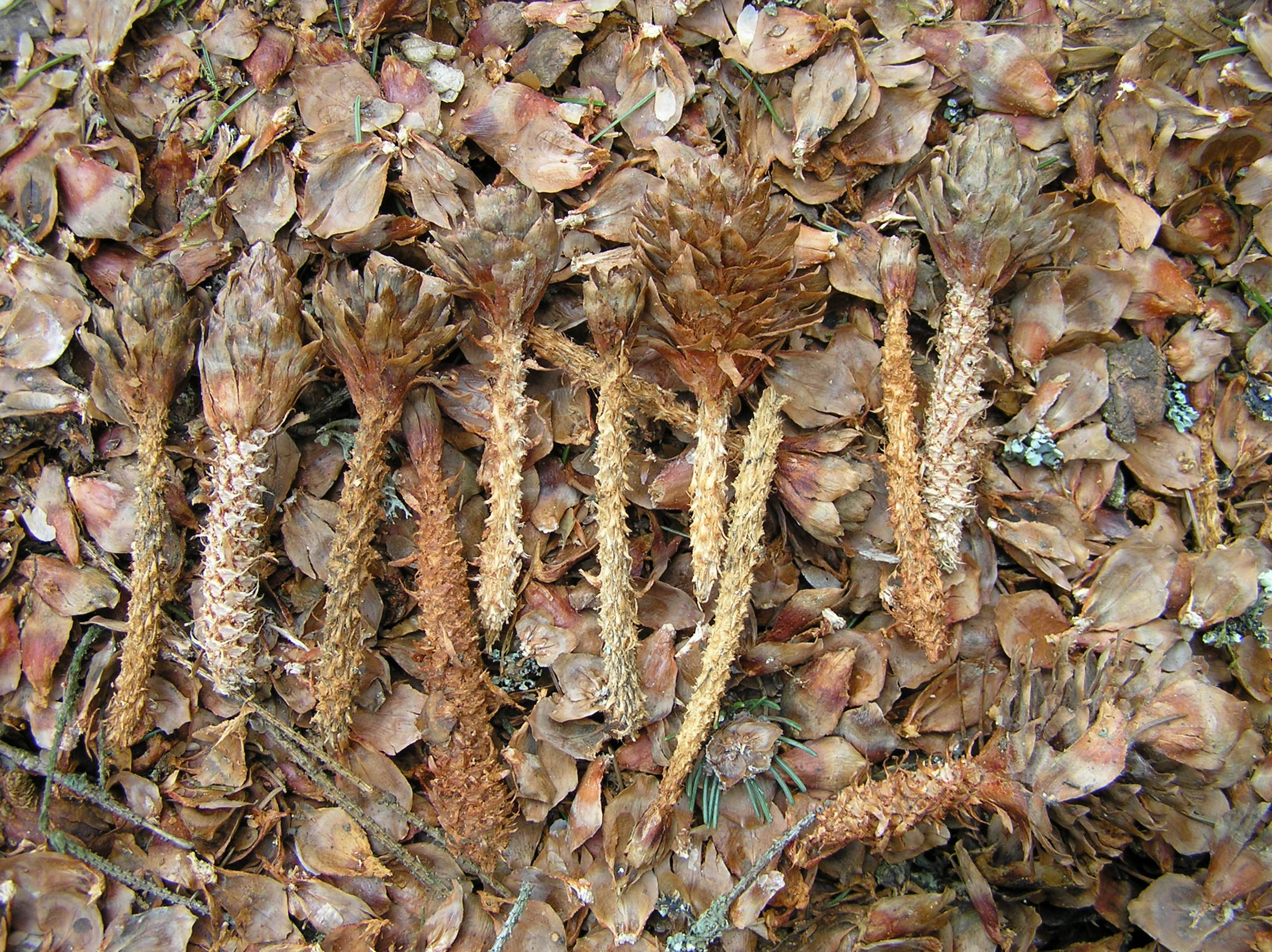
Grankottar som ätits på av ekorre.

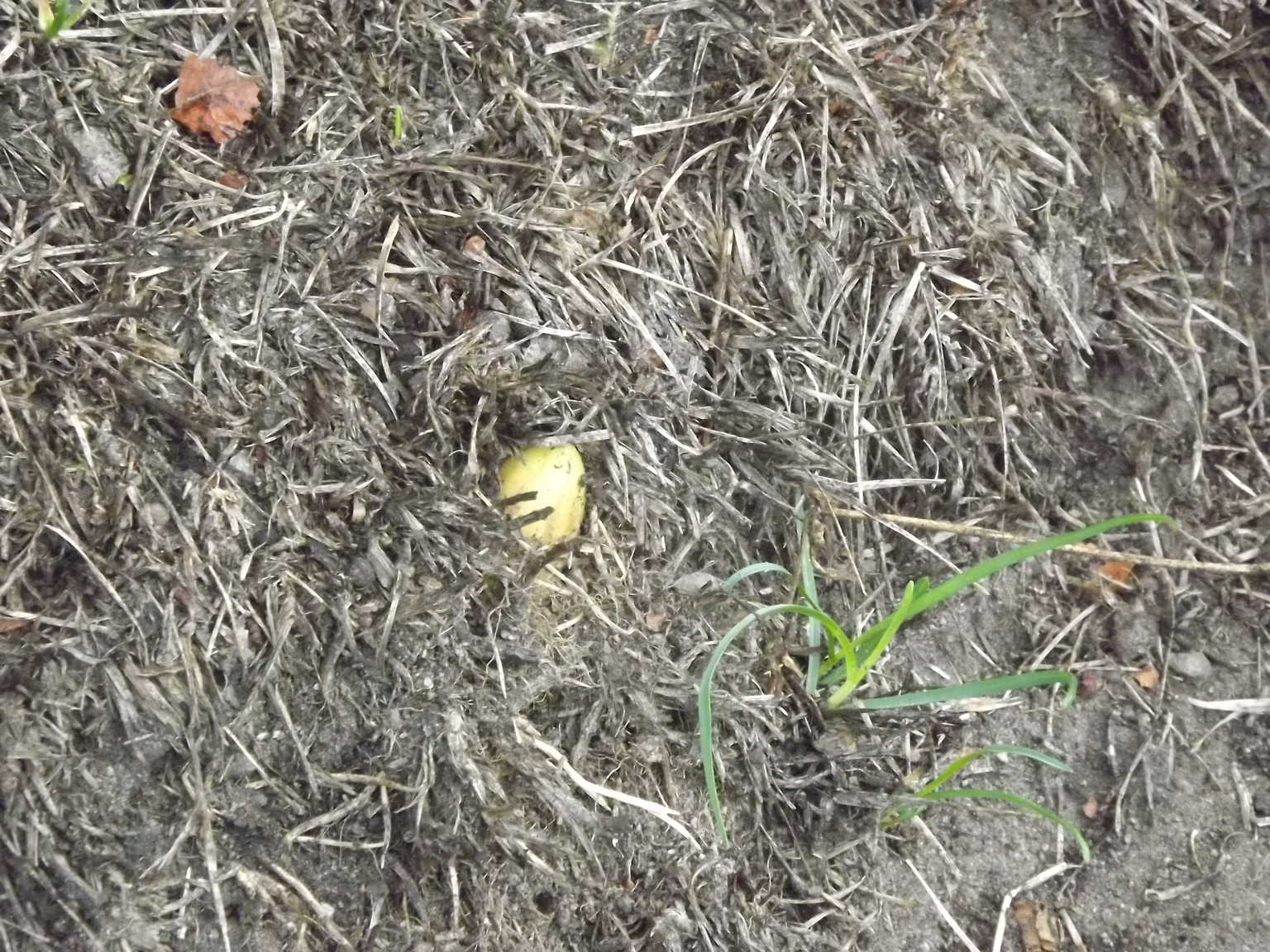
"Gömt" ekollon.

Huvudfödan är växtföda, så som barrträdsfrön och -blommor, framförallt granens hanblommor. Den äter också ekollon, nötter, tallbark, svampar, bär och bladlöss. Ekorren lämnar efter sig kottar som är ofullständigt rensade. Tvärtemot vad som normalt antas kan inte den röda ekorren effektivt smälta ekollon (vilket däremot den grå ekorren kan).
Det kan noteras att denna art varken äter fågelungar eller fågelägg. Det är en myt, som avfärdades under tjugohundratalet efter forskning, där maginnehållet från 600 ekorrar analyserades. Endast i mindre än ett fall på hundra (0,67 procent) återfanns liknande innehåll, vilket efter analys kunde förklaras med att ekorren, för sin kalcium-metabolism, endast intagit rester av ben eller äggskal.
Den kan även klättra på andra ytor än bark. På grovt putsade fasader kan den exempelvis klättra ända till takfallet, för att söka mat.
Den kan ta bort bark från träd för att komma åt saven. 60–80 procent av den vakna tiden går åt till att äta och samla mat. Överbliven mat, som den kan äta när det blir brist, sparas i gömmor, nedgrävd eller i hål i träd. Ekorren kommer inte alltid ihåg var den gömt maten och får därför leta efter den igen när det behövs. Många gömmor återfinns aldrig. Ekorrar har inga revir utan flera ekorrar kan leta mat inom samma område.

## Ekorren och människan

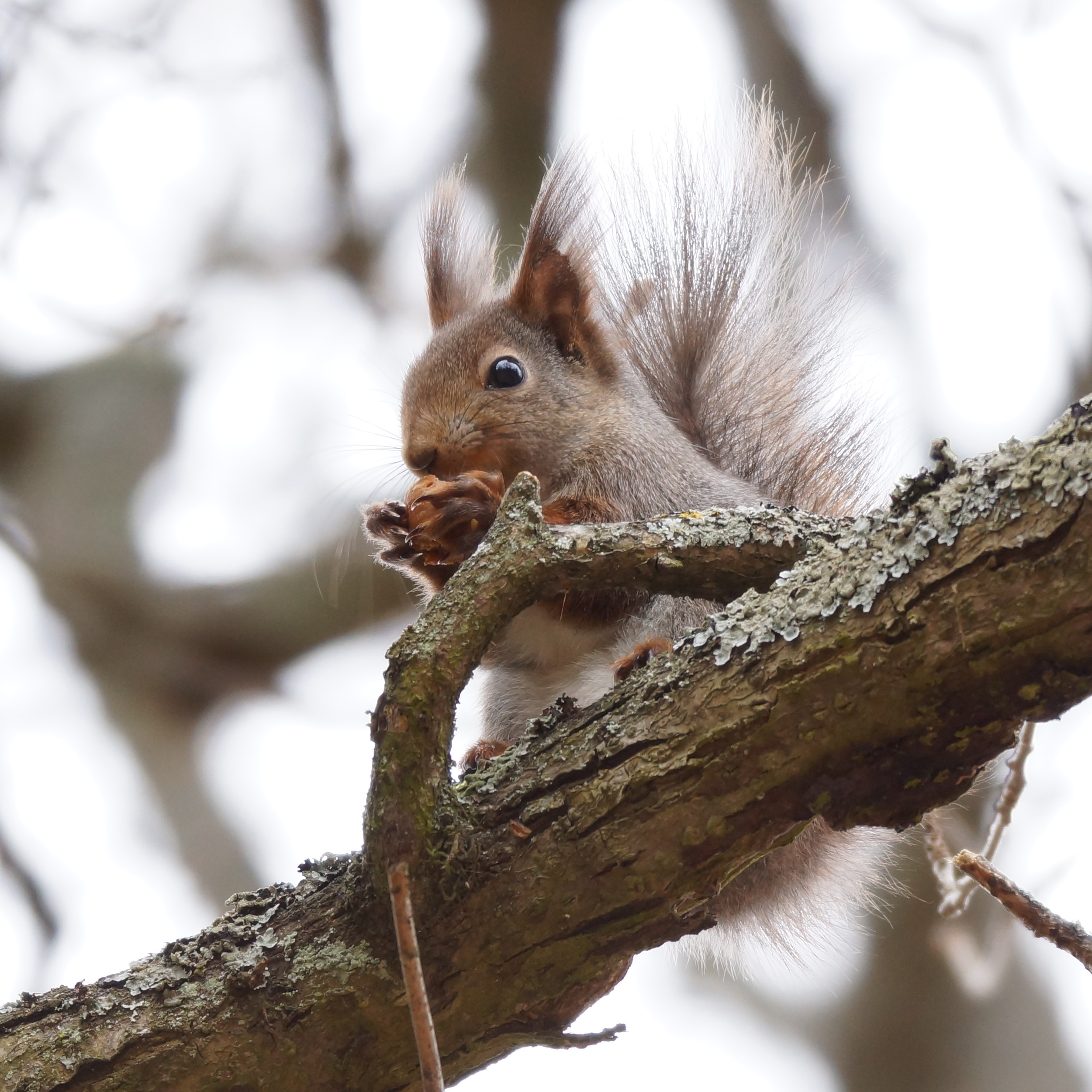
Röd ekorre i Sverige.

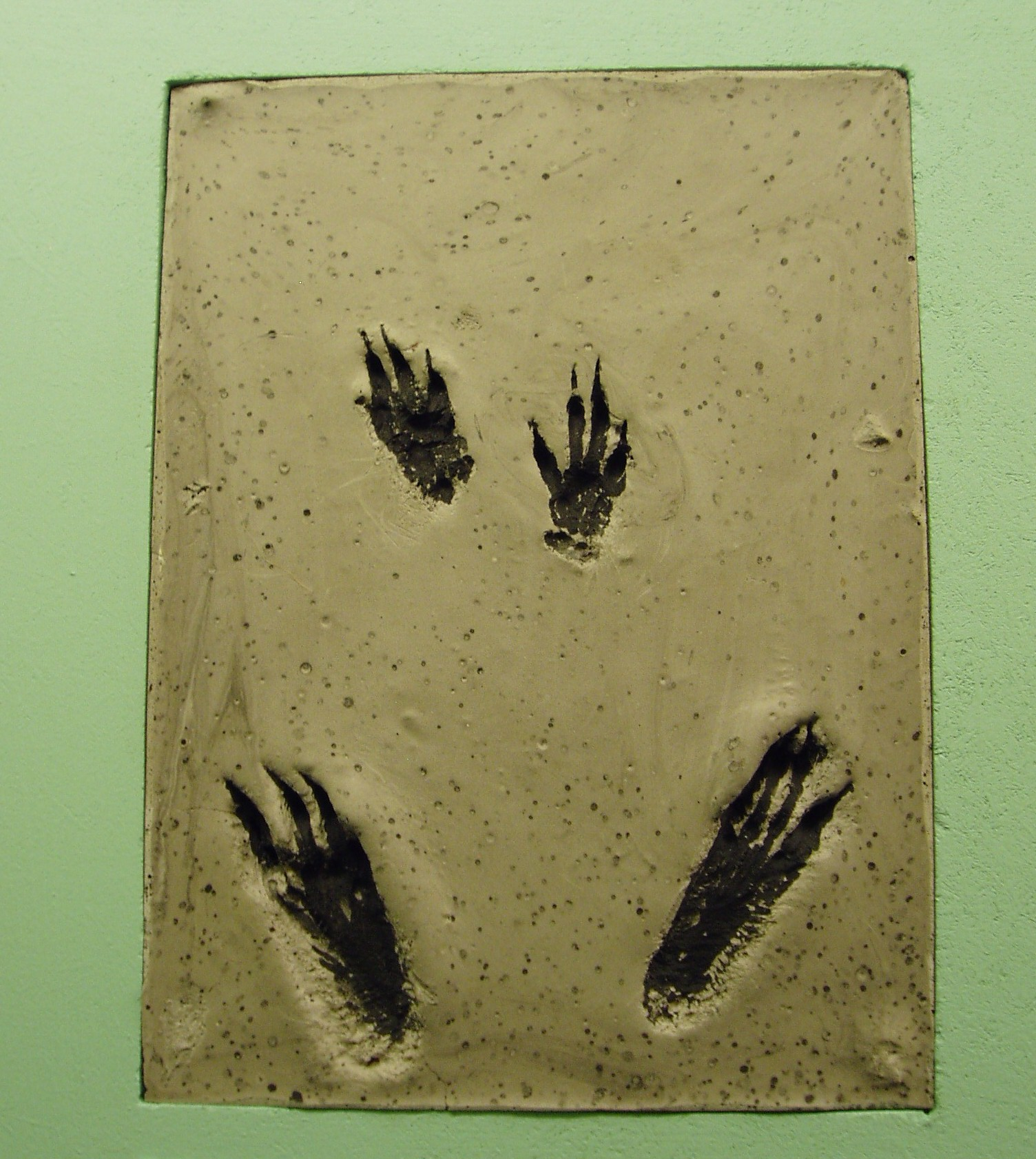
Spår av röd ekorre, avgjutning i Göteborgs Naturhistoriska museum.

### Status och hot
I Europa är ekorren hotad eller undanträngd av den introducerade grå ekorren, främst i Storbritannien och Italien, och utsatt för habitatfragmentering. Den grå ekorren förefaller kunna tränga undan den röda med stort genomslag. Förrymda djur i Italien har lokalt kraftigt decimerat den röda populationen och i England är populationen av röd ekorre kraftigt reducerad så långt norrut som till skotska gränsen. Grå ekorre sprider sjukdomar som en form av parapoxvirus som är dödliga för röd ekorre och den kan utnyttja viss föda mer effektivt, bland annat ekollon. Undanträngningen är inte aktiv utan består i försvagning från sjukdom och minskat födounderlag. Den röda ekorren reproducerar sig också långsammare när populationen utsätts för tryck. På grund av detta klassificerade Internationella naturvårdsunionen (IUCN) länge röd ekorre som nära hotad (NT) men kategoriserar numera arten som livskraftig (LC).
Ekorrar har fint skinn som tidigare var värdefullt varför jakt på arten tidigare var vanlig. Numera har skinnet obetydligt värde.
Svenska Jägareförbundet föreslog 2019 i en skrivelse till Naturvårdsverket en ändringar i Jaktförordningen, så att allmän jakt införs på ekorrar för skinnets och köttets skull, ”vilket skulle kunna nyttjas av enskilda jägare och/eller i lokal produktutveckling”, som förbundet uttrycker det. Föreslagen jakttid var från första september till sista februari. Naturvårdsverket valde dock att inte föra förslaget vidare till regeringen. 

### Kulturhistoria
Ratatosk är i nordisk mytologi en mytisk ekorre som kilar upp och ner för stammen av Yggdrasil med meddelanden.
Den heraldiska termen vair syftar på ekorrskinn (se också gråverk).
I gammal folktro fanns det diverse uppfattningar om ekorrar, att man riskerade att få epilepsi om man åt ekorrkött och att pulvriserad ekorrhjärna var ett medel mot svindel. Ekorrtänder användes också som spådomsredskap.
I modern kultur omnämns ekorrar tämligen ofta och normalt på ett positivt sätt. På många håll i världen ges ekorrens vana att gömma undan mat något större vikt än i svenska sammanhang[källa behövs] - dess engelska namn squirrel kan användas som verb med ungefärlig betydelse hamstra.